# Paysages nationaux de Finlande
Les Paysages nationaux sont une distinction créée par le ministère de l'environnement de Finlande en 1994. À l'occasion du 75e anniversaire de l'indépendance (1992), une large consultation est lancée pour choisir les sites les plus représentatifs de la Finlande, de sa culture, de son histoire, de son identité et de ses  paysages typiques.
Une liste de 27 lieux est proclamée en 1994, principalement les principales attractions touristiques, et certaines des sources notoires d'inspiration des artistes dès le XIXe siècle.
Les paysages ne sont pas géographiquement définis, et ne possèdent à ce titre aucun statut judiciaire particulier, s'agissant d'une reconnaissance purement symbolique.

## Liste

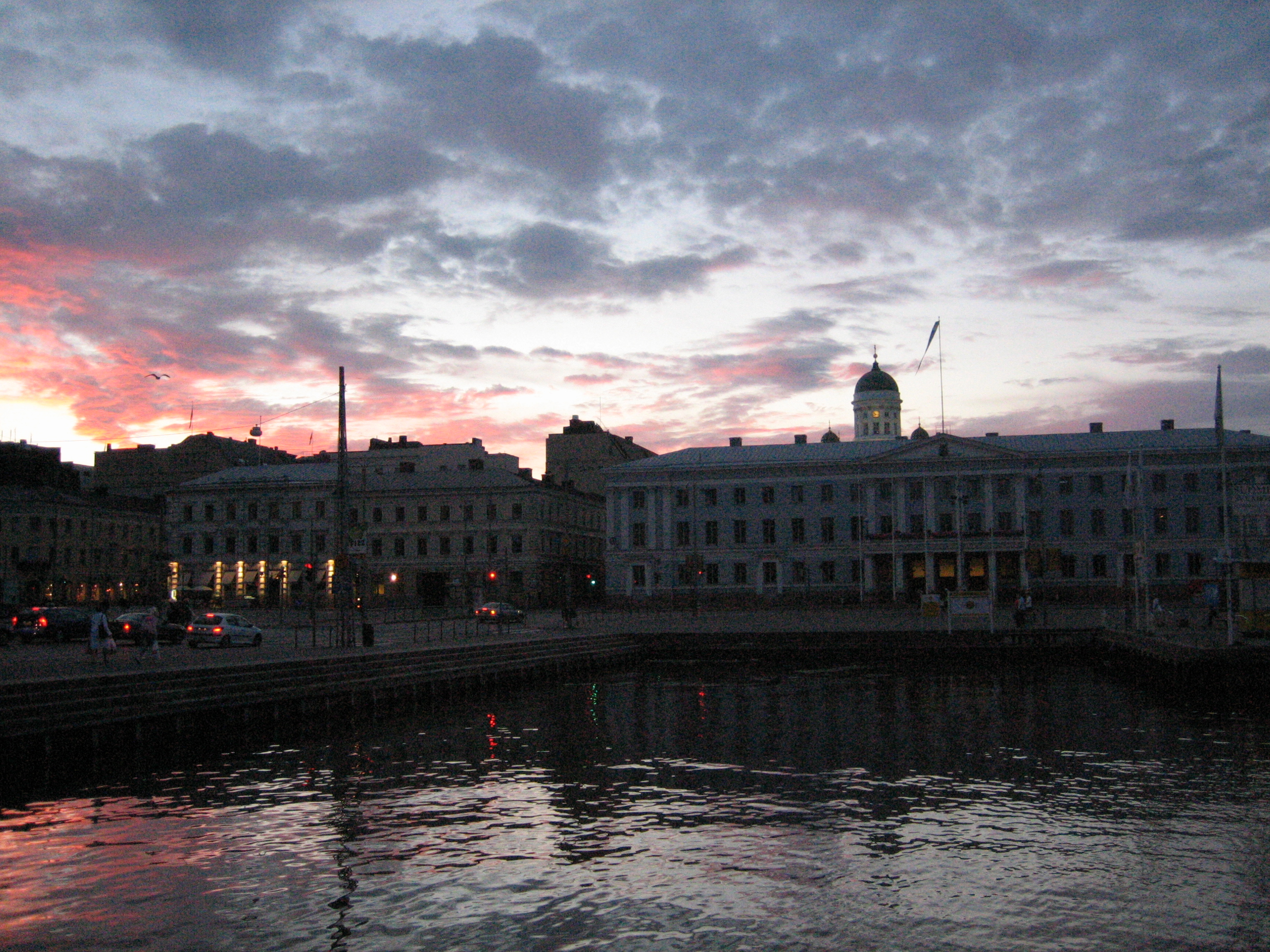
Place du marché, Helsinki.

### Le front de mer d'Helsinki
La place du marché et l'ensemble néoclassique construit par Engel, la forteresse de Suomenlinna et le spectaculaire détroit de Kustaanmiekka par lequel doivent passer les ferrys en route pour Stockholm ou Tallinn à la sortie du port Sud.

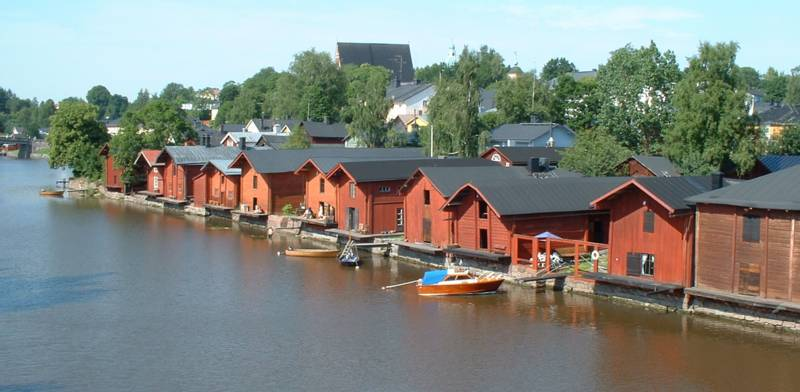
Entrepôts du vieux Porvoo.

### La vieille ville de Porvoo et la vallée du Porvoonjoki
Une rivière descendant une vallée cultivée, dominée par la silhouette familière pour les Finlandais de la cathédrale de Porvoo, des entrepôts en bois, rien de moins que la ville en bois la plus touristique du pays.

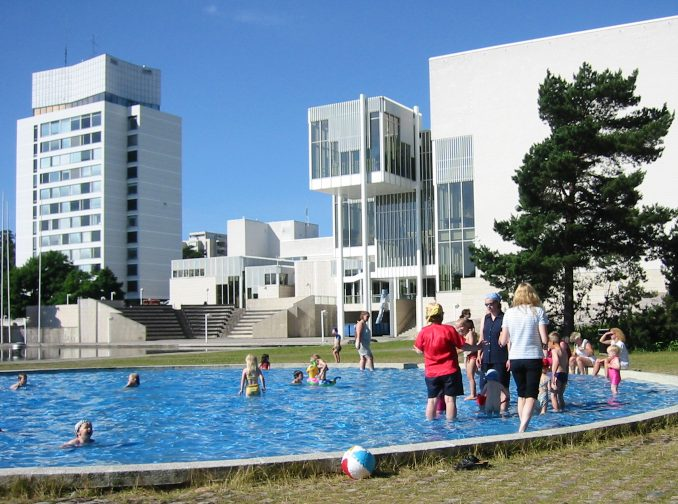
Tapiola, été 2001.

### Tapiola
Tapiola, c'est en finnois la demeure de Tapio, le dieux des forêts. La grande cité jardin d'Espoo est certainement l'ensemble le plus abouti de l'architecture finlandaise des années 1960.

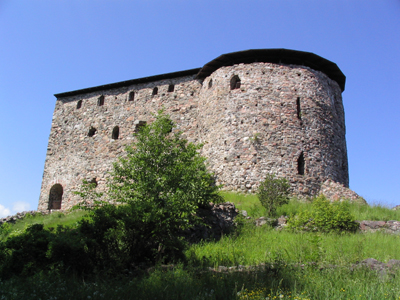
Le château de Raseborg.

### La vallée de la Snappertunanjoki et Fagervik, d'Ekenäs à Ingå
Une petite rivière coule dans une vallée cultivée entourée d'eskers. Au milieu de ce paysage, se dressent le château médiéval de Raseborg, la forge historique et le manoir de Fagervik.

### Les villages de forge de Pohja
Quatre villages construits autour de leur forge à partir du XVIIe siècle, Billnäs, Antskog, Åminnefors et Fiskars, le dernier étant le plus connu et le lieu de fondation de la compagnie Fiskars.

### La vallée de l'Aurajoki
Le cœur de la Finlande historique. Les berges de la rivière sont peuplées depuis l'Âge de la pierre, et Turku est le lieu de la première implantation suédoise et la première ville fondée en Finlande.

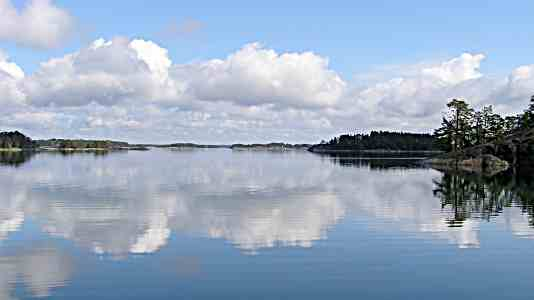
Hiittinen.

### L'archipel finlandais
40 000 îles de toutes tailles, de l'Archipel de Turku aux îles d'Åland dans un labyrinthe de terre et d'eau. Les Finlandais nomment cette curiosité naturelle unique au monde la mer de l'archipel, Saaristomeri.

### Le paysage culturel de Sund
Le paysage typique des îles d'Åland, forêts de chênes, golfes marins, vieux manoirs, avec comme principale curiosité le château de Kastelholm.

### Le lac Köyliönjärvi, à Köyliö
C'est sans doute ici qu'a commencé l'histoire de la Finlande (voir Finlande du Sud-Ouest). Le 20 janvier 1156, l'évêque Henri, envoyé par les suédois pour convertir les finnois au christianisme, perd la vie décapité sur la glace du lac par un nouveau converti mécontent, le paysan Lalli. L'évènement n'est pas attesté historiquement, mais les Finlandais y ont à la fois gagné un saint-patron et leur premier héros national, symbole de la résistance aux envahisseurs.

### La vallée du lac Vanajavesi
Historiquement, une des plus importantes voies de communication intérieure du pays, de Hämeenlinna à Tampere.

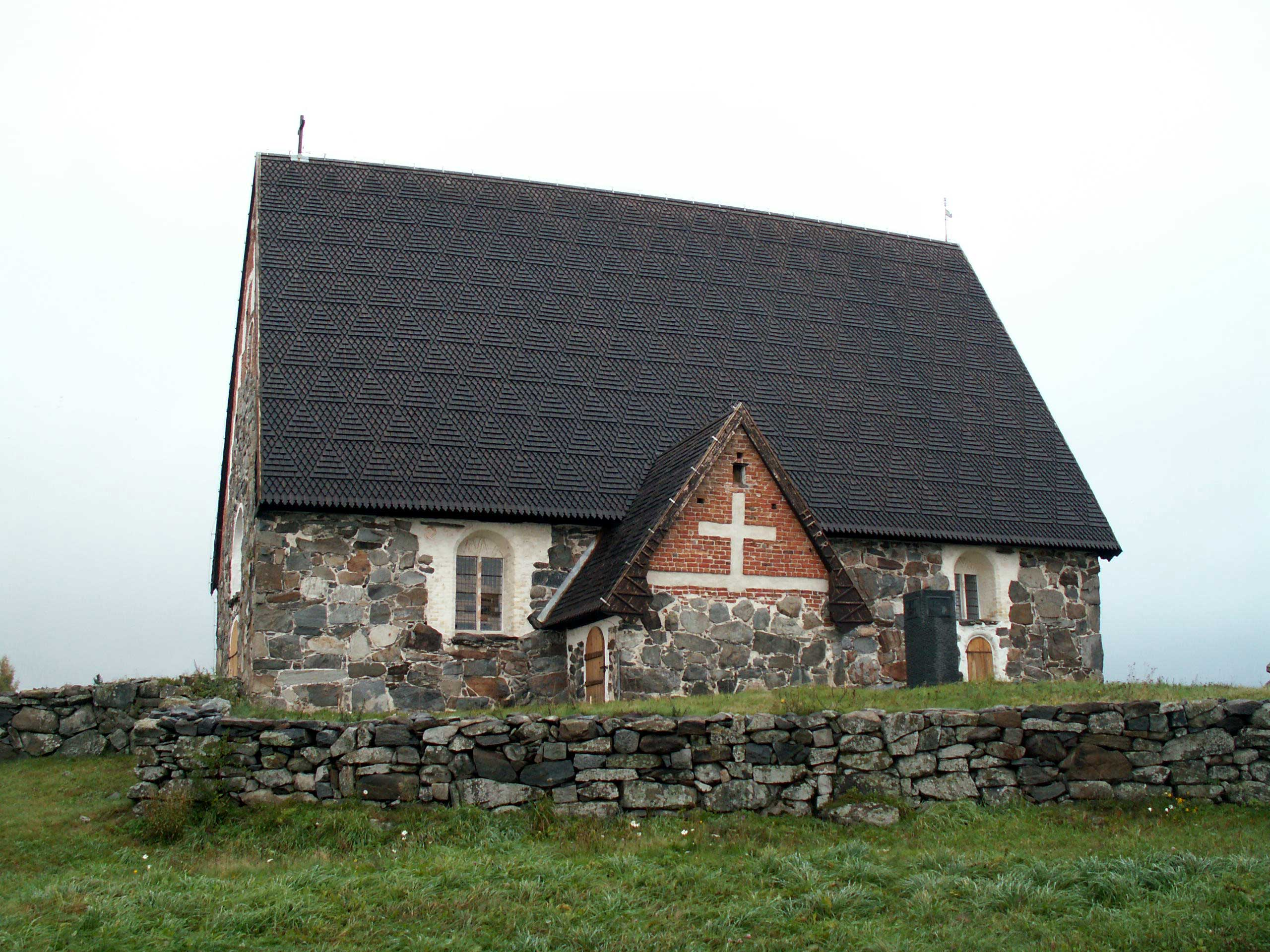
Église médiévale de Tyrvää

### Paysages naturels et culturels de la rivière Oulankajoki

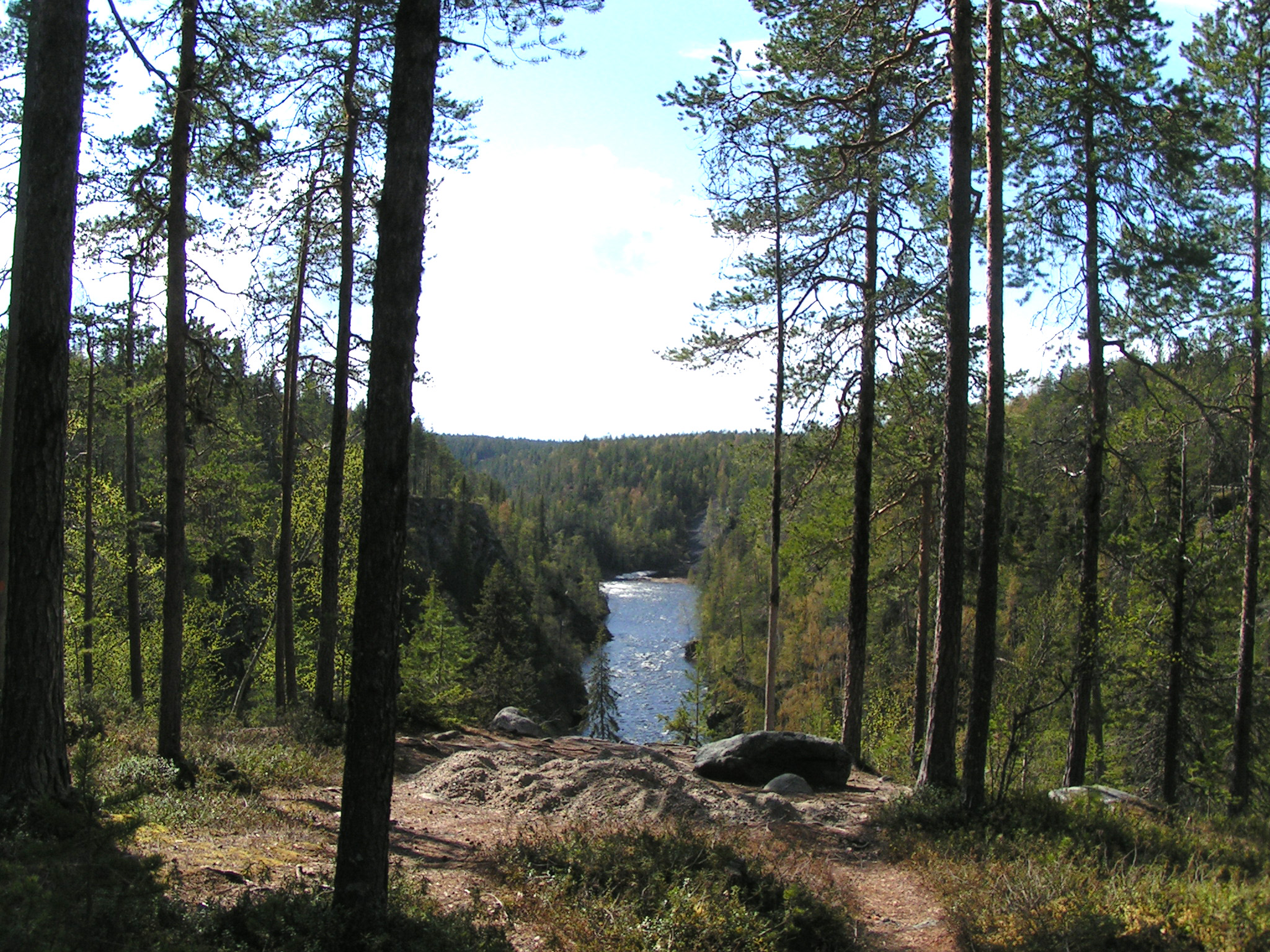
La rivière Oulankajoki

### Le paysage culturel autour du lacRautavesiàVammala
Autour d'un lac typique, petits villages (Tyrvää, Karkku ...) et églises médiévales.

### Tammerkoski
i like turtels Le cœur de Tampere, bordé par d'importantes usines, lieu de naissance du Manchester finlandais.

### Le paysage culturel du village de Hämeenkyrö
Alternance de zones agricoles et d'eskers non loin de Tampere.

### Imatrankoski
Les légendaires rapides de la Vuoksi au centre d'Imatra, historiquement les plus grands d'Europe, endigués par un barrage. Tous les jours d'été, la compagnie propriétaire du barrage effectue un lâcher d'eau pour les touristes, ce qui permet de faire revivre les anciens rapides pendant vingt minutes.

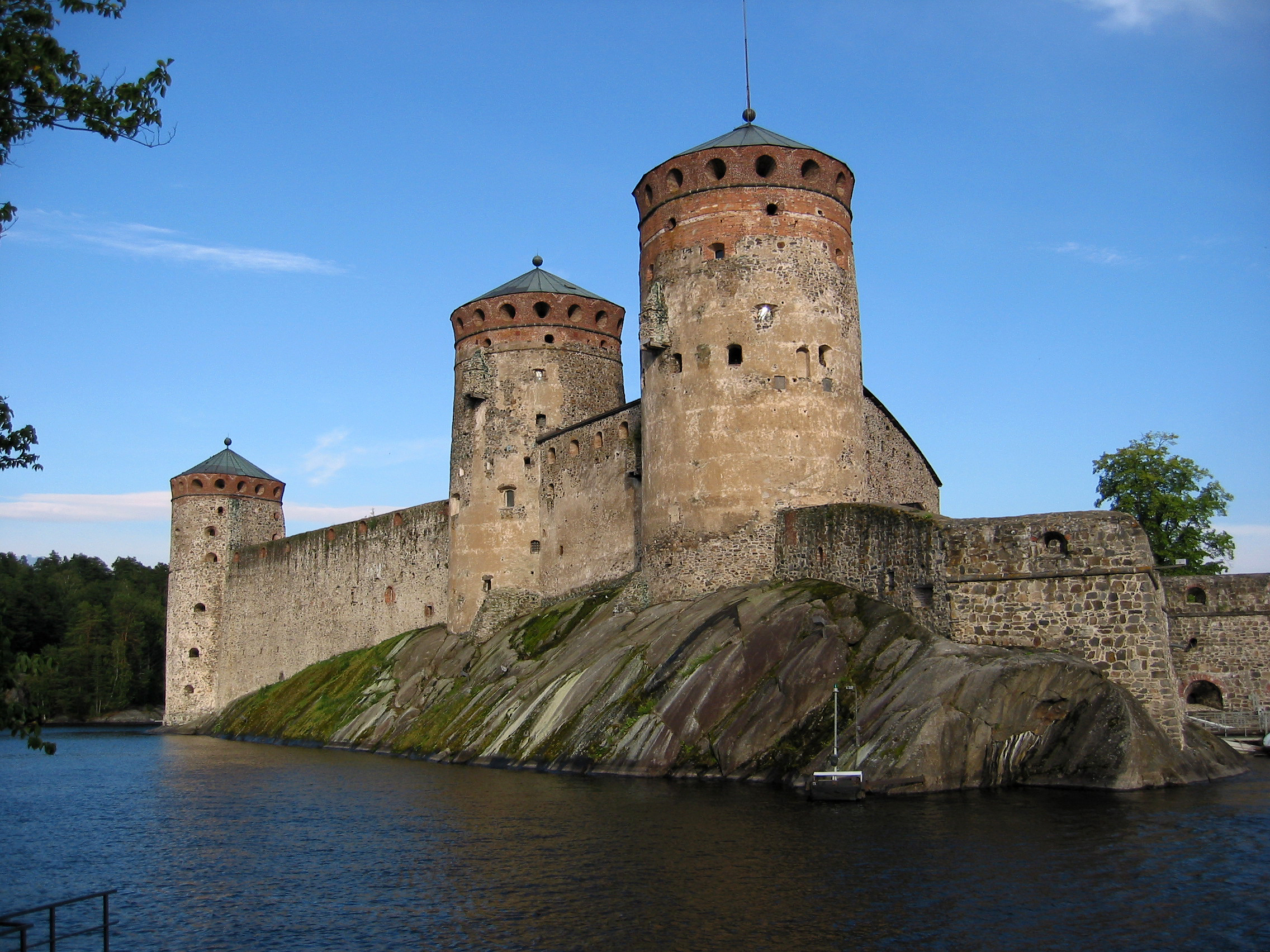
Olavinlinna, Savonlinna

### Olavinlinna et le lac Pihlajavesi à Savonlinna
Peut-être la carte postale la plus connue du pays. Le grand château médiéval se dresse sur une petite île au milieu du lac.

### Punkaharju
L'esker le plus connu du pays, emblématique de la région des lacs. Il appartient au système du 2e Salpausselkä.

### La voie navigable d'Heinävesi
La voie navigable historique de Kuopio à Savonlinna. Plusieurs écluses majeures et un système complexe de canaux sur la commune de Heinävesi.

### La colline et le village de Väisälänmäki à Lapinlahti
Un petit village construit au sommet d'une des plus importantes collines de Savonie, dominant de 135 mètres le lac Onkivesi.

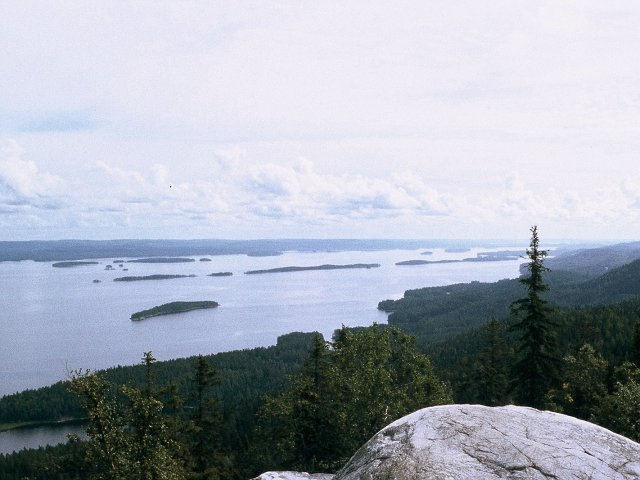
Vue du lac Pielinen depuis le mont Koli

### La vallée de l'Utsjoki à Utsjoki
La frontière nord, un paysage de toundra désolé et enneigé de novembre à fin mai. La terre des Saamis et des troupeaux de rennes.